# Maţār aş Şāliḩīyah
Maţār aş Şāliḩīyah (arabiska: مطار الصالحية) är en flygplats i Egypten. Den ligger i guvernementet ash-Sharqiyya, i den norra delen av landet, 110 km nordost om huvudstaden Kairo. Maţār aş Şāliḩīyah ligger 8 meter över havet.
Terrängen runt Maţār aş Şāliḩīyah är mycket platt. Runt Maţār aş Şāliḩīyah är det tätbefolkat, med 369 invånare per kvadratkilometer. Trakten runt Maţār aş Şāliḩīyah består till största delen av jordbruksmark.